# Fate of Nations
Fate of Nations je šesté sólové studiové album anglického zpěváka Roberta Planta. Vydáno bylo v květnu 1993 společností Es Paranza a jeho producentem byl spolu s Plantem Chris Hughes. V roce 2007 vyšla deska v remasterované podobě. Své další sólové album, které dostalo název Dreamland, zpěvák vydal až o devět let později, v roce 2002.

## Seznam skladeb
1. „Calling to You“ (Chris Blackwell, Robert Plant) – 5:48
2. „Down to the Sea“ (Charlie Jones, Plant) – 4:00
3. „Come Into My Life“ (Blackwell, Doug Boyle, Kevin MacMichael, Plant) – 6:32
4. „I Believe“ (Phil Johnstone, Plant) – 4:32
5. „29 Palms“ (Blackwell, Boyle, Johnstone, Jones, Plant) – 4:51
6. „Memory Song (Hello Hello)“ (Boyle, Jonstone, Jones, Plant) – 5:22
7. „If I Were a Carpenter“ (Tim Hardin) – 3:45
8. „Colours of a Shade“ (Plant, Johnstone, Blackwell, Allcock) - 4:43 (UK edition.
9. „Promised Land“ (Johnstone, Plant) – 4:59
10. „The Greatest Gift“ (Blackwell, Jonstone, Jones, MacMichael, Plant) – 6:51
11. „Great Spirit“ (Johnstone, MacMichael, Plant) – 5:27
12. „Network News“ (Blackwell, Plant) – 6:40

## Obsazení
- Robert Plant – zpěv
- Kevin Scott MacMichael – kytara, doprovodné vokály
- Oliver J. Woods – kytara
- Doug Boyle – kytara
- Charlie Jones – baskytara
- Chris Hughes – bicí
- Pete Thompson – bicí
- Nigel Kennedy – housle
- Richard Thompson – kytara
- Francis Dunnery – kytara
- Phil Johnstone – harmonium, varhany, elektrické piano
- Nigel Eaton – niněra
- Máire Brennan – doprovodné vokály
- Michael Lee – bicí
- Maartin Allcock – různé nástroje